# Eubrianax lioneli
Eubrianax lioneli is een keversoort uit de familie keikevers (Psephenidae). De wetenschappelijke naam van de soort werd in 1982 gepubliceerd door Jäch.